# Association sportive des Douanes de Niamey
Pour les articles homonymes, voir AS Douanes.
 (juillet 2017).
Si vous disposez d'ouvrages ou d'articles de référence ou si vous connaissez des sites web de qualité traitant du thème abordé ici, merci de compléter l'article en donnant les références utiles à sa vérifiabilité et en les liant à la section « Notes et références ».
Actualités
L'Association sportive des Douanes est un club nigérien de football basé à Niamey, la capitale du pays. Il fait partie de la Fédération d'associations sportives de la Douane (FASD) qui regroupe plusieurs clubs dans diverses disciplines. Depuis 2008, son président est le colonel des douanes Ada Zaroumèye.

## Historique
Fondé à Niamey, la formation joue ses rencontres au Stade Général Seyni Kountché, comme tous les clubs de la capitale. Elle a pris part à toutes les saisons du championnat de première division depuis 2004. Son premier titre, en championnat, est remporté à l'issue de la saison 2012-2013, suivi par un second deux ans plus tard. Le club compte également une Supercoupe, gagnée face l'ASN Nigelec en fin d'année 2013. 
Au niveau international, les titres nationaux remportés permettent au club de participer à la Ligue des champions de la CAF en 2014, sans toutefois que celui-ci ne réussisse à passer le premier tour.

## Palmarès
- Championnat du Niger (2) :
  - Vainqueur : 2013, 2015

- Coupe du Niger (2) :
  - Vainqueur : 2016 et 2022
- Supercoupe du Niger (2) :
  - Vainqueur : 2013 et 2015
  - Finaliste : 2016